# Соловйов Євген Дмитрович
Євген Дмитрович Соловйов (рос. Евгений Дмитриевич Соловьёв; нар. 1921, село Срєпкіно, тепер Нурлатський район Республіка Татарстан, Російська Федерація — пом. 8 листопада 1979, Київ) — радянський військовий діяч, начальник політичного відділу військ Червонопрапорного Західного прикордонного округу КДБ СРСР, генерал-майор.

## Життєпис
Народився у селянській родині.
З 1940 року — на дійсній військовій службі у прикордонних військах НКВС СРСР. Учасник німецько-радянської війни. Служив заступником політичного керівника прикордонної застави і комсомольським організатором прикордонного полку військ НКВС із охорони тилу Західного фронту.
Член ВКП(б) з 1943 року.
У 1947 році закінчив Харківське військово-політичне училище військ МВС СРСР. Служив на політичній роботі у прикордонних військах МДБ-КДБ СРСР.
У 1958 році закінчив Військово-політичну академію імені Леніна.
Протягом ряду років був на партійно-політичній роботі в Тихоокеанському прикордонному окрузі та у Політичному управлінні прикордонних військ КДБ при РМ СРСР.
У 1961—1970 р. — начальник політичного відділу — заступник начальника військ Туркменського та Середньоазіатського прикордонних округів КДБ СРСР.
У 1970—1976 р. — заступник начальника Політичного управління прикордонних військ КДБ при РМ СРСР у Москві.
У 1976 — 8 листопада 1979 р. — начальник політичного відділу — заступник начальника військ Червонопрапорного Західного прикордонного округу КДБ СРСР.
Обирався членом Київського міського комітету КПУ та депутатом Київської міської ради народних депутатів.

## Звання
- генерал-майор

## Нагороди
- орден Червоного Прапора
- три ордени Червоної Зірки
- орден «За службу Батьківщині в Збройних Силах СРСР» III-го ст.
- медалі